# Narope disyllus
Narope disyllus är en fjärilsart som beskrevs av Hans Fruhstorfer 1912. Narope disyllus ingår i släktet Narope och familjen praktfjärilar. Inga underarter finns listade i Catalogue of Life.